# Dicranota (Ludicia) lucidipennis
Dicranota (Ludicia) lucidipennis is een tweevleugelige uit de familie Pediciidae. De soort komt voor in het Palearctisch gebied.